# Alliage d'aluminium pour corroyage
 (septembre 2024).
Si vous disposez d'ouvrages ou d'articles de référence ou si vous connaissez des sites web de qualité traitant du thème abordé ici, merci de compléter l'article en donnant les références utiles à sa vérifiabilité et en les liant à la section « Notes et références ».
Les alliages d'aluminium pour corroyage sont des alliages à base d'aluminium destinés pour la majorité à être transformés par des techniques de laminage, filage, matriçage, forge, etc. Ils sont à distinguer des alliages d'aluminium pour fonderie.

## Désignation numérique
Conformément aux directives de l'Aluminium Association (en) (Washington DC 2006, États-Unis), les alliages d'aluminium sont désignés à l'aide d'un système numérique de quatre chiffres. Ces derniers identifient la composition chimique de l'alliage. Ce groupe de quatre chiffres est parfois suivi d'une lettre indiquant une variante nationale.

La norme européenne EN 573-1 indique que cet ensemble de quatre chiffres doit être précédé pour les alliages destinés à être corroyés par le préfixe EN, les lettres « A » (aluminium), « W » (pour les produits corroyés, en anglais : wrought) et un tiret « - ».
Exemple : EN AW-4007.
La notation complète est rarement utilisée. Par souci de simplification, seule la désignation à quatre chiffres sera utilisée dans le reste de l'article. C'est la notation la plus utilisée.

## Signification des désignations
- Le premier chiffre indique l'élément d'alliage principal suivant le code suivant :

| Série      | Désignation | Élément d'alliage principal     | Phase principale présente dans l'alliage |
| ---------- | ----------- | ------------------------------- | ---------------------------------------- |
| Série 1000 | 1XXX        | 99 % d'aluminium au minimum     | -                                        |
| Série 2000 | 2XXX        | Cuivre (Cu)                     | Al2Cu - Al2CuMg                          |
| Série 3000 | 3XXX        | Manganèse (Mn)                  | Al6Mn                                    |
| Série 4000 | 4XXX        | Silicium (Si)                   | -                                        |
| Série 5000 | 5XXX        | Magnésium (Mg)                  | Al3Mg2                                   |
| Série 6000 | 6XXX        | Magnésium (Mg) et Silicium (Si) | Mg2Si                                    |
| Série 7000 | 7XXX        | Zinc (Zn)                       | MgZn2                                    |
| Série 8000 | 8XXX        | Autres éléments                 | -                                        |
| Série 9000 | /           | Non utilisé                     | -                                        |

- Le deuxième chiffre indique une variante de l'alliage initial. Souvent il s'agit d'une fourchette plus petite dans un ou plusieurs éléments de l'alliage.

Exemple : la teneur en fer (Fe) des alliages 7075 (maximum 0,50 %) et 7175 (maximum 0,20 %).
- Les troisième et quatrième chiffres sont des numéros d'ordre et servent à identifier l'alliage.

La seule exception est la série 1000 ces deux chiffres indiquant le pourcentage d'aluminium.

## Classement par type de transformation
Les alliages d'aluminium destinés à être corroyés peuvent être classés en deux familles en fonction du type de transformation ou de traitement qui permettront d'obtenir les caractéristiques mécaniques et de résistance à la corrosion :
- les alliages trempants qui seront traités thermiquement ;
- les alliages par écrouissage qui obtiendront leurs caractéristiques mécaniques par écrouissage, donc par déformation à froid.

| /     | Alliages trempants ou à durcissement structural ou à traitement thermique | Alliage à durcissement par écrouissage ou non trempant ou sans traitement thermique |
| ----- | ------------------------------------------------------------------------- | ----------------------------------------------------------------------------------- |
| Série | 2000 6000 7000                                                            | 1000 3000 4000 5000                                                                 |

## Les états métallurgiques des alliages d'aluminium pour corroyage
La désignation des alliages d'aluminium est indiquée dans la norme européenne EN 515 (Aluminium et alliages d'aluminium – Produits corroyés – désignation des états métallurgiques).
Les pièces en alliage d'aluminium obtenues par déformation sont classées en état métallurgique. Il y a 5 états normalisés, classifiés par une lettre :
- F : brut de transformation. Il s'applique à une pièce après sa transformation (laminage, forgeage, filage etc). Cela sous-entend qu'aucun traitement thermique n'a été réalisé et surtout qu'il n'y a pas de garantie de caractéristiques mécaniques ;
- O : recuit (le plus bas niveau de caractéristiques mécaniques) ;
- W : mis en solution, trempé (état instable évoluant par maturation) ;
- H : écroui. Cet état ne s'applique qu'aux alliages à durcissement par écrouissage ;
- T : traitement thermique. Ne s'applique qu'aux alliages à durcissement par traitement thermique.

### Les états écrouis (H)
La lettre H est suivie par 2 ou dans certains cas 3 chiffres.
Exemples : 5086 H16, 5083 H112.
Le premier chiffre indique le type de gamme thermomécanique. Le deuxième chiffre donne le degré d'écrouissage et donc le degré de caractéristique mécanique. Ce deuxième chiffre a généralement les valeurs suivantes :
- 2 : quart dur (écrouissage ≈ 12 %) ;
- 4 : demi dur (écrouissage ≈ 30 %) ;
- 6 : trois quart dur (écrouissage ≈ 50 %) ;
- 8 : dur (écrouissage ≈ 75 %).

L'éventuel troisième chiffre désigne une variante.

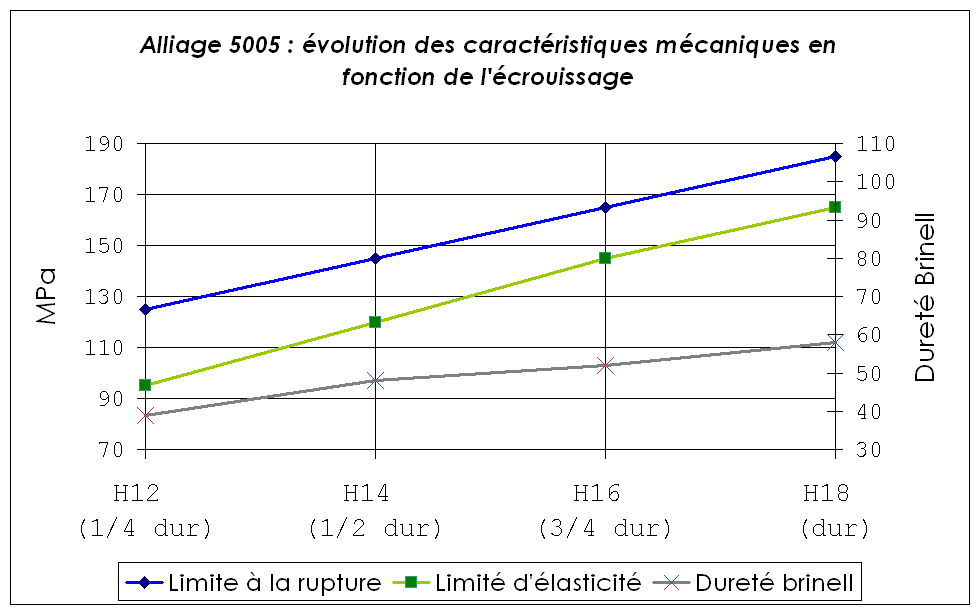
Évolution des caractéristiques mécaniques de l'alliage 5005.

| État | Limite à la rupture (MPa) | Limite élastique (MPa) | Allongement à la rupture (%) | Dureté Brinell |
| ---- | ------------------------- | ---------------------- | ---------------------------- | -------------- |
| H12  | 125                       | 95                     | 4                            | 39             |
| H14  | 145                       | 120                    | 2                            | 48             |
| H16  | 165                       | 145                    | 3                            | 52             |
| H18  | 185                       | 165                    | 2                            | 58             |

### Les états traités thermiquement (T)

#### Cas général
La lettre T est suivie par une séquence de 1 à 5 chiffres.

Cycles de traitement thermique des alliages.
- T6 : mis en solution, trempé, revenu
- T4 : mis en solution, trempé, maturé

Le premier chiffre indique le type de traitement thermique. Les plus classiques sont :
- T4 : mis en solution, trempé, mûri ;
- T6 : mis en solution, trempé, revenu ;
- T7 : mis en solution, trempé, sur-revenu (pour les alliages de la famille 7000).

Les chiffres suivants indiquent des variantes. Si la séquence de chiffre se termine par :
- 1 : la pièce est détentionnée (suppression des contraintes internes) par traction ;
- 2 : la pièce est détentionnée par compression ;
- 4: la pièce est détentionnée par une combinaison de traction et de compression (ne s'applique qu'aux pièces matricées détentionnées en matrice).

Exemples : 2014 T651, 2014 T62.

#### Traitement T7, sur-revenu
Pour les états T7, le deuxième chiffre indique le degré de sur-revenu. Ce chiffre va de 9 (faiblement sur-revenu) à 3 (sur-revenu maximum).
Les caractéristiques mécaniques décroissent en allant de 9 à 3. À l'inverse, la résistance à la corrosion croît.

## Les différentes séries
La suite de l'article mentionne un certain nombre d'exemples d'alliages. La liste n'est pas exhaustive.
De même, les caractéristiques mécaniques qui sont indiquées ne figurent qu'à titre d'exemple afin de situer des ordres de grandeurs. Les modes de transformation et/ou de traitement thermique pouvant modifier sensiblement ces valeurs. Pour les valeurs précises et correspondant exactement à un cas donné, il faut se reporter aux normes ou aux informations du producteur.

### Comparaison des caractéristiques mécaniques

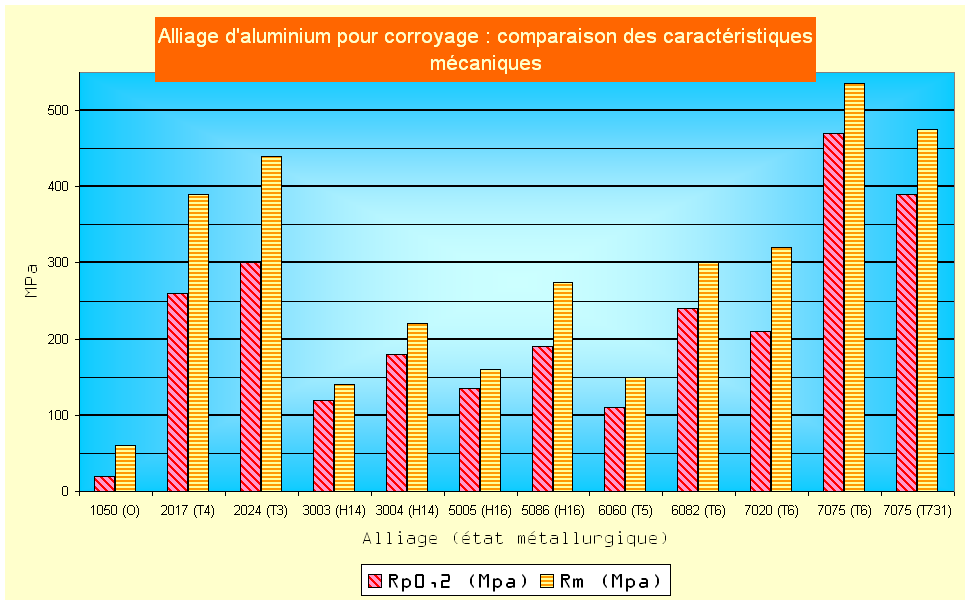
Comparaison des caractéristiques mécaniques des alliages d'aluminium mentionnés dans l'article.

### Série 1000 (aluminium)
Il ne s'agit pas à proprement parler d'alliage puisqu'il s'agit de nuances, en principe sans ajout d'éléments. Cependant, les différentes nuances de la série 1000 se distinguent par la présence plus ou moins importante d'impuretés. Souvent, le troisième chiffre indique le degré de pureté en donnant la valeur de la première décimale à ajouter à 99 % (exemple : l'alliage 1050 contient 99,5 % d'aluminium).
Parmi ces nuances, l'alliage 1050 est le plus représenté. Il est utilisé dans de très nombreuses applications et souvent pour des applications de grande consommation : cuve, échangeur, bardage pour bâtiment, emballage, matériel ménager.
Les alliages dits raffinés contiennent plus de 99,99 % d'aluminium. Ils trouvent leurs applications principales dans l'industrie de l'électronique ou de l'optique : condensateur, microprocesseur mais également dans la fabrication de pièces de réflexion. Dans ces deux cas, la présence d'impuretés peut provoquer des erreurs ou des pannes. Un des représentants de cette classe d'alliage est le 1199.
| Alliage | -    | Si    | Fe    | Cu    | Mn    | Mg    | Cr | Ni | Zn    | Ti    | Zr + Ti | Autres chaque | Autres total | Al       |
| ------- | ---- | ----- | ----- | ----- | ----- | ----- | -- | -- | ----- | ----- | ------- | ------------- | ------------ | -------- |
| 1050A   | Min. | /     | /     | /     | /     | /     | /  | /  | /     | /     | /       | /             | /            | le reste |
|         | Max. | 0.25  | 0.40  | 0.05  | 0.05  | /     | /  | /  | 0.07  | 0.05  | /       | 0.03          | /            |          |
| 1199    | Min. | /     | /     | /     | /     | /     | /  | /  | /     | /     | /       | /             | /            | le reste |
|         | Max. | 0.006 | 0.006 | 0.006 | 0.002 | 0.006 | /  | /  | 0.006 | 0.003 | /       | 0.002         | /            |          |

Les concentrations sont en pourcentage massique.
|                                                            | 1050             |
| ---------------------------------------------------------- | ---------------- |
| Masse volumique (g/cm3)                                    | 2,70             |
| Coefficient de dilatation linéique (0 à 100 °C) (10−6 K−1) | 23,6             |
| Module d'élasticité (MPa) (1)                              | 69 000           |
| Coefficient de Poisson                                     | 0,33             |
| Conductivité thermique (0 à 100 °C) (W m−1 K−1)            | État O/H18 : 231 |
| Résistivité électrique à 20 °C (µΩ cm)                     | État O/H18 : 2,8 |
| Capacité thermique massique (0 à 100 °C) (J kg−1 K−1)      | 945              |
| Limite élastique RP0.2 (MPa)                               | 20 (2)           |
| Limite à la rupture Rm (MPa)                               | 60-95 (2)        |
| Allongement (%)                                            | 25 (2)           |

- (1) Moyenne des modules de traction et de compression.
- (2) Barre filée, état O, H111.

### Série 2000 (aluminium cuivre)
L'élément d'alliage de la famille 2000 est le cuivre (Cu). Ils obtiennent leurs caractéristiques mécaniques par durcissement structural. Ils sont caractérisés par de bonnes caractéristiques mécaniques notamment à l'état trempé revenu ou maturé. C'est grâce à ces caractéristiques mécaniques qu'ils ont été choisis pour les applications aéronautiques. Ils présentent également de bonnes aptitudes de tenue à chaud et pour le décolletage. Cependant, ils ont une résistance à la corrosion faible en atmosphère corrosive du fait de la présence de cuivre.
Ces alliages ont de nombreuses applications en aéronautique et en mécanique. En général, ils sont utilisés pour des pièces soumises à des contraintes.

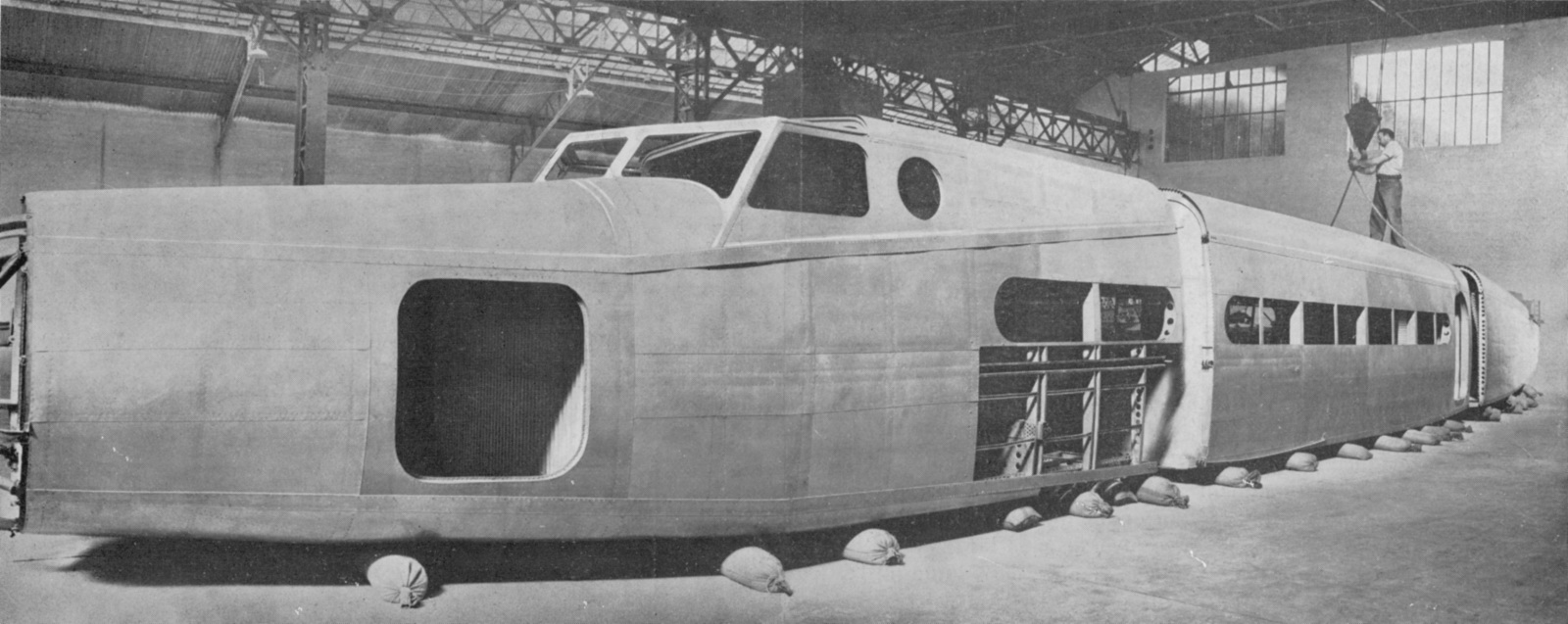
Assemblage d'un Dewoitine D.333 (1934) : le fuselage de cet avion était entièrement en duralumin.

Le 2017 (ou AU4G) anciennement appelé en France duralumin est utilisé pour ses bonnes aptitudes à l'usinage. Il a été découvert par le métallurgiste allemand Alfred Wilm en 1906 grâce à l'effet du vieillissement d'un alliage d'aluminium et de cuivre. Peu après la Première Guerre mondiale, il a remplacé les toiles durcies par un vernis d'acétate de cellulose ou de nitrocellulose qui recouvraient les ailes et le fuselage des premiers avions. Cependant, ses caractéristiques mécaniques sont moyennes.
L'alliage 2024 a de meilleures caractéristiques mécaniques grâce à un taux plus élevé en magnésium. Il présente une bonne tenue à la ténacité et à la propagation de criques (fissures). Le 2024 est très utilisé en construction aéronautique.
| Alliage | -    | Si   | Fe   | Cu   | Mn   | Mg   | Cr   | Ni | Zn   | Ti   | Zr + Ti | Autres chaque | Autres total | Al       |
| ------- | ---- | ---- | ---- | ---- | ---- | ---- | ---- | -- | ---- | ---- | ------- | ------------- | ------------ | -------- |
| 2017A   | Min. | 0,20 | /    | 3,50 | 0,40 | 0,40 | /    | /  | /    | /    | /       | /             | /            | le reste |
|         | Max. | 0,80 | 0,70 | 4,50 | 1,00 | 1,00 | 0,10 | /  | 0,25 | /    | 0,25    | 0,05          | 0,15         |          |
| 2024    | Min. | /    | /    | 3,80 | 0,30 | 1,20 | /    | /  | /    | /    | /       | /             | /            | le reste |
|         | Max. | 0,50 | 0,50 | 4,90 | 0,90 | 1,80 | 0,10 | /  | 0,25 | 0,15 | 0,20    | 0,05          | 0,15         |          |

Les concentrations sont en pourcentage massique.
| /                                                          | 2017          | 2024          |
| ---------------------------------------------------------- | ------------- | ------------- |
| Masse volumique (g/cm3)                                    | 2,79          | 2,77          |
| Intervalle de fusion                                       | 510-640       | 500-638       |
| Coefficient de dilatation linéique (0 à 100 °C) (10−6 K−1) | 23,0          | 22,9          |
| Module d'élasticité (MPa) (1)                              | 74 000        | 73 000        |
| Coefficient de Poisson                                     | 0,33          | 0,33          |
| Conductivité thermique (0 à 100 °C) (W m−1 K−1)            | État T4 : 134 | État T3 : 120 |
| Résistivité à 20 °C (µΩ cm)                                | État T4 : 5,1 | État T3 : 5,7 |
| Capacité thermique massique (0 à 100 °C) (J kg−1 K−1)      | 920           | 920           |
| Limite élastique RP0.2 (MPa)                               | 260 (2)       | 300 (3)       |
| Limite à la rupture Rm (MPa)                               | 390 (2)       | 440 (3)       |
| Allongement (%)                                            | 9 (2)         | 9 (3)         |

- (1) Moyenne des modules de traction et de compression
- (2) Barre filée état T4 (trempé, maturé) diamètre entre 75 et 6 mm
- (3) Barre filée état T3 (trempé, écroui, mûri) diamètre entre 50 et 100 mm

### Série 3000 (aluminium manganèse)
L'élément d'alliage de cette série est le manganèse (Mn). Pour certains alliages de cette famille, le taux de magnésium (Mg) est relativement important, on peut parler d'alliage aluminium manganèse magnésium (Al-Mn-Mg). Le manganèse a pour effet d'augmenter les caractéristiques mécaniques. Pour augmenter les caractéristiques mécaniques, il est également possible de jouer sur le taux de cuivre (jusqu'à 0,20 %). Ce sont des alliages à écrouissage. Leurs caractéristiques mécaniques ne sont pas obtenues par traitement thermique mais par la déformation à froid.
Ces alliages sont caractérisés par des caractéristiques mécaniques relativement faibles, une très bonne aptitude à la mise en forme, une bonne soudabilité et une bonne résistance à la corrosion.
L'alliage le plus représentatif de cette série est le 3003. L'alliage 3004 a une meilleure résistance mécanique grâce à l'apport de magnésium. Certains alliages de cette série ont été mis au point pour être émaillés (3009 par exemple).
Les applications de ces alliages sont les emballages (3004 : boîte boisson, boite de conserve), la chaudronnerie grâce aux bonnes caractéristiques à l'emboutissage, l'électroménager, le bâtiment.
| Alliage | /    | Si   | Fe   | Cu   | Mn   | Mg   | Cr | Ni | Zn   | Ti | Zr + Ti | Autres chaque | Autres total | Al       |
| ------- | ---- | ---- | ---- | ---- | ---- | ---- | -- | -- | ---- | -- | ------- | ------------- | ------------ | -------- |
| 3003    | Min. | /    | /    | 0,05 | 1,00 | /    | /  | /  | /    | /  | /       | /             | /            | le reste |
|         | Max. | 0,60 | 0,70 | 0,20 | 1,50 | /    | /  | /  | 0,10 | /  | /       | 0,05          | 0,15         |          |
| 3004    | Min. | /    | /    | /    | 1,00 | 0,80 | /  | /  | /    | /  | /       | /             | /            | le reste |
|         | Max. | 0,30 | 0,70 | 0,25 | 1,50 | 1,30 | /  | /  | 0,25 | /  | /       | 0,05          | 0,15         |          |

| /                                                          | 3003             | 3004             |
| ---------------------------------------------------------- | ---------------- | ---------------- |
| Masse volumique (g/cm3)                                    | 2,73             | 2,72             |
| Intervalle de fusion                                       | 640-655          | 630-655          |
| Coefficient de dilatation linéique (0 à 100 °C) (10−6 K−1) | 23,2             | 23,8             |
| Module d'élasticité (MPa) (1)                              | 69 000           | 69 000           |
| Coefficient de Poisson                                     | 0,33             | 0,33             |
| Conductivité thermique (0 à 100 °C) (W m−1 K−1)            | État O/H18 : 180 | État O/H38 : 163 |
| Résistivité à 20 °C (µΩ cm)                                | État H18 : 4,2   | État O/H38 : 4,1 |
| Capacité thermique massique (0 à 100 °C) (J kg−1 K−1)      | 935              | 935              |
| Limite d'élasticité RP0.2 (MPa)                            | 120 (2)          | 180 (2)          |
| Limite à la rupture Rm (MPa)                               | 140 - 180 (2)    | 220-265 (2)      |
| Allongement (%)                                            | 5 (2)            | 2 (2)            |

- (1) Moyenne des modules de traction et de compression
- (2) Produit laminé état H14 épaisseur entre 1,6 et 3,2 mm

### Série 4000 (aluminium silicium)
L'élément d'alliage de cette série est le silicium (Si). Les alliages de la série des 4000 sont nettement moins utilisés que les alliages des autres séries. Les alliages aluminium silicium sont principalement des alliages de fonderie.
On peut distinguer :
- les alliages bas silicium (taux inférieur à 2 %) qui sont utilisés pour la soudure et également pour des ustensiles émaillés (alliage 4006) ;
- les alliages haut silicium (taux compris entre 5 et 13 %). Ils sont utilisés en soudure (exemple, le 4043 est utilisé en soudure TIG et MIG).

| Alliage | -    | Si   | Fe   | Cu   | Mn   | Mg   | Cr   | Ni | Zn   | Ti | Zr + Ti | Autres chaque | Autres total | Al       |
| ------- | ---- | ---- | ---- | ---- | ---- | ---- | ---- | -- | ---- | -- | ------- | ------------- | ------------ | -------- |
| 4006    | Min. | 0,80 | 0,50 | /    | /    | /    | /    | /  | /    | /  | /       | /             | /            | le reste |
|         | Max. | 1,20 | 0,80 | 0,10 | 0,05 | 0,01 | 0,20 | /  | 0,05 | /  | /       | 0,05          | 0,15         |          |
| 4043    | Min. | 4,50 | /    | /    | /    | /    | /    | /  | /    | /  | (*)     | /             | /            | le reste |
|         | Max. | 6,00 | 0,60 | 0,30 | 0,15 | 0,20 | /    | /  | 0,10 | /  | /       | 0,05          | 0,15         |          |

(*) Le taux de béryllium est limité 0,0008 au maximum pour les électrodes de soudage.
Les concentrations sont en pourcentage massique.

### Série 5000 (aluminium magnésium)
L'élément d'alliage est le magnésium (jusqu'à 5 %). Ce sont des alliages par écrouissage.
Ces alliages ont des caractéristiques mécaniques moyennes qui augmentent avec le taux de magnésium. Ces caractéristiques augmenteront également avec le taux d'écrouissage.
Ils ont une bonne aptitude à la déformation. Cette aptitude diminuant si le taux de magnésium augmente. Ils ont un excellent comportement à la soudure et à ce titre sont utilisés en chaudronnerie soudure. Ils ont également un bon comportement aux basses températures. Ils ont un bon comportement à la corrosion qui justifie leur utilisation dans les applications marines.
Ils sont utilisés dans la construction navale, le transport, l'industrie chimique.
| Alliage | -    | Si   | Fe   | Cu   | Mn   | Mg   | Cr   | Ni | Zn   | Ti   | Zr + Ti | Autres chaque | Autres total | Al       |
| ------- | ---- | ---- | ---- | ---- | ---- | ---- | ---- | -- | ---- | ---- | ------- | ------------- | ------------ | -------- |
| 5005    | Min. | /    | /    | /    | /    | 0,50 | /    | /  | /    | /    | /       | /             | /            | le reste |
|         | Max. | 0,30 | 0,70 | 0,20 | 0,20 | 1,10 | 0,10 | /  | 0,25 | /    | /       | 0,05          | 0,15         |          |
| 5086    | Min. | /    | /    | /    | 0,20 | 3,50 | 0,05 | /  | /    | /    | /       | /             | /            | le reste |
|         | Max. | 0,40 | 0,50 | 0,10 | 0,70 | 4,50 | 0,25 | /  | 0,25 | 0,15 | /       | 0,05          | 0,15         |          |

Les concentrations sont en pourcentage massique.
| /                                                          | 5005         | 5086         |
| ---------------------------------------------------------- | ------------ | ------------ |
| Masse volumique (g/cm3)                                    | 2,70         | 2,66         |
| Intervalle de fusion                                       | 630-655      | 585-642      |
| Coefficient de dilatation linéique (0 à 100 °C) (10−6 K−1) | 23,7         | 23,9         |
| Module d'élasticité (MPa) (1)                              | 69 000       | 71 000       |
| Coefficient de Poisson                                     | 0,33         | 0,33         |
| Conductivité thermique (0 à 100 °C) (W m−1 K−1)            | État O : 205 | État O : 126 |
| Résistivité à 20 °C (µΩ cm)                                | État O : 3,3 | État O : 5,6 |
| Capacité thermique massique (0 à 100 °C) (J kg−1 K−1)      | 945          | 945          |
| Limite d'élasticité RP0.2 (MPa)                            | 135 (2)      | 190 (3)      |
| Limite à la rupture Rm (MPa)                               | 160-222 (2)  | 275-330 (3)  |
| Allongement (%)                                            | 3 (2)        | 11 (3)       |

- (1) Moyenne des modules de traction et de compression.
- (2) Produit laminé H16, épaisseur entre 1,6 et 12 mm.
- (3) Produit laminé H22, épaisseur entre 3,2 et 25 mm.

### Série 6000 (aluminium magnésium silicium)
Les éléments d'alliage de cette série sont le magnésium (Mg) et le silicium (Si). Cette famille d'alliage a une grande importance industrielle. Elle est très utilisée pour les profilés.
Ils ont une très bonne aptitude à la déformation (filage, matriçage principalement) et à la mise en forme à froid à l'état recuit. Leurs caractéristiques mécaniques sont moyennes et sont inférieures à celles des alliages 2000 et 7000. Ces caractéristiques peuvent être augmentées par addition de silicium qui donnera le précipité durcissant Mg2Si. Ils ont une excellente résistance à la corrosion notamment atmosphérique. Ils se soudent très bien (soudure à l'arc ou brasage).
On peut les diviser en deux groupes :
- un groupe dont les compositions sont plus chargées en magnésium et silicium (6061, 6082 par exemple). Ils sont utilisés pour des applications de structure (charpente, pylône…), ainsi qu'en aéronautique (liaisons électriques, boitiers électroniques embarqués…) ;
- une deuxième catégorie moins chargée en silicium qui par conséquent aura des caractéristiques mécaniques plus faibles. C'est le cas du 6060 qui permettra de grandes vitesses de filage mais qui aura des caractéristiques mécaniques plus faibles. Il sera utilisé par exemple en décoration et ameublement, menuiserie métallique.

Il faut également noter l'existence du 6101 anciennement appelé Almelec. Cet alliage a été énormément utilisé pour ses aptitudes de conducteur électrique. Il a notamment été utilisé pour la fabrication de lignes moyenne et haute tension en France.
| Alliage | -    | Si   | Fe   | Cu   | Mn   | Mg   | Cr   | Ni | Zn   | Ti   | Zr + Ti | Autres chaque | Autres total | Al       |
| ------- | ---- | ---- | ---- | ---- | ---- | ---- | ---- | -- | ---- | ---- | ------- | ------------- | ------------ | -------- |
| 6060    | Min. | 0,03 | 0,10 | /    | /    | 0,35 | /    | /  | /    | /    | /       | /             | /            | le reste |
|         | Max. | 0,60 | 0,30 | 0,10 | 0,10 | 0,60 | 0,05 | /  | 0,15 | 0,10 | /       | 0,05          | 0,15         |          |
| 6082    | Min. | 0,70 | /    | /    | 0,40 | 0,60 | /    | /  | /    | /    | /       | /             | /            | le reste |
|         | Max. | 1,30 | 0,50 | 0,10 | 1,00 | 1,20 | 0,25 | /  | 0,20 | 0,10 | /       | 0,05          | 0,15         |          |
| 6101    | Min. | 0,30 | /    | /    | /    | 0,35 | /    | /  | /    | /    | /       | /             | /            | le reste |
|         | Max. | 0,70 | 0,50 | 0,10 | 0,03 | 0,80 | 0,30 | /  | 0,10 | /    | /       | 0,05          | 0,15         |          |

Les concentrations sont en pourcentage massique.
| /                                                          | 6060          | 6082          |
| ---------------------------------------------------------- | ------------- | ------------- |
| Masse volumique (g/cm3)                                    | 2,70          | 2,71          |
| Intervalle de fusion                                       | 615-655       | 570-645       |
| Coefficient de dilatation linéique (0 à 100 °C) (10−6 K−1) | 23,4          | 23,5          |
| Module d'élasticité (MPa) (1)                              | 69 500        | 69 500        |
| Coefficient de Poisson                                     | 0,33          | 0,33          |
| Conductivité thermique (0 à 100 °C) (W m−1 K−1)            | État T5 : 200 | État T6 : 174 |
| Résistivité à 20 °C (µΩ cm)                                | État T5 : 3,3 | État T6 : 4,2 |
| Capacité thermique massique (0 à 100 °C) (J kg−1 K−1)      | 945           | 935           |
| Limite d'élasticité RP0.2 (MPa)                            | 110 (2)       | 240 (3)       |
| Limite à la rupture Rm (MPa)                               | 150 (2)       | 300 (2)       |
| Allongement (%)                                            | 14 (2)        | 8 (3)         |

- (1) Moyenne des modules de traction et de compression
- (2) Barre étirée état T5 diamètre inférieur à 100 mm
- (3) Barre étirée état T6 diamètre compris entre 60 et 150 mm.

### Série 7000 (aluminium zinc)
L'élément d'alliage de cette série est le zinc (Zn). Globalement, ils ont de très bonnes caractéristiques mécaniques ; ce sont les alliages d'aluminium à haute résistance. Malheureusement, ces très bonnes caractéristiques mécaniques sont obtenues au détriment de la résistance à la corrosion.
Pour retrouver une bonne résistance à la corrosion, il faut effectuer ce qui est appelé un sur-revenu ou revenu à double palier (T7). Ce traitement se paie par une baisse des caractéristiques mécaniques.
Ces alliages se divisent en deux groupes : les 7000 avec addition de cuivre et les 7000 sans addition de cuivre.

#### Les alliages 7000 avec cuivre
Ce sont eux qui ont les meilleures résistances mécaniques (à l'état T6). Le sur-revenu fait baisser les caractéristiques mécaniques d'environ 20 %.
L'alliage le plus connu de ce groupe est le 7075 utilisé en aéronautique, armements, sport.

#### Les alliages 7000 sans cuivre
En les comparant avec les alliages avec cuivre, ils ont de moins bonnes caractéristiques mécaniques mais une meilleure résistance à la corrosion. Certains comme le 7020 présentent également de bonnes aptitudes à la soudure.
| Alliage | -    | Si   | Fe   | Cu   | Mn   | Mg   | Cr   | Ni | Zn   | Ti   | Zr   | Zr + Ti | Autres chaque | Autres total | Al       |
| ------- | ---- | ---- | ---- | ---- | ---- | ---- | ---- | -- | ---- | ---- | ---- | ------- | ------------- | ------------ | -------- |
| 7020    | Min. | /    | /    | /    | 0,05 | 1,00 | 0,10 | /  | 4,00 | /    | 0,08 | 0,08    | /             | /            | le reste |
|         | Max. | 0,35 | 0,40 | 0,20 | 0,50 | 1,40 | 0,35 | /  | 5,00 | /    | 0,20 | 0,25    | 0,05          | 0,15         |          |
| 7075    | Min. | /    | /    | 1,20 | /    | 2,10 | 0,18 | /  | 5,10 | /    | /    | /       | /             | /            | le reste |
|         | Max. | 0,40 | 0,50 | 2,00 | 0,30 | 2,90 | 0,28 | /  | 6,10 | 0,20 | /    | /       | 0,05          | 0,15         |          |

Les concentrations sont en pourcentage massique.
| /                                                          | 7020          | 7075          |
| ---------------------------------------------------------- | ------------- | ------------- |
| Masse volumique (g/cm3)                                    | 2,78          | 2,80          |
| Intervalle de fusion                                       | 605-645       | 475-630       |
| Coefficient de dilatation linéique (0 à 100 °C) (10−6 K−1) | 23,0          | 23,5          |
| Module d'élasticité (MPa) (1)                              | 71 500        | 72 000        |
| Coefficient de Poisson                                     | 0,33          | 0,33          |
| Conductivité thermique (0 à 100 °C) (W m−1 K−1)            | État T5 : 140 | État T6 : 130 |
| Résistivité à 20 °C (µΩ cm)                                | État T5 : 4,9 | État T6 : 5,2 |
| Capacité thermique massique (0 à 100 °C) (J kg−1 K−1)      | 920           | 915           |
| Limite d'élasticité RP0.2 (MPa)                            | 210 (2)       | 470 (3)       |
| Limite à la rupture Rm (MPa)                               | 320 (2)       | 535 (3)       |
| Allongement (%)                                            | 14 (2)        | 8 (3)         |
| Limite d'élasticité RP0.2 (MPa)                            | /             | 390 (4)       |
| Limite à la rupture Rm (MPa)                               | /             | 475 (4)       |
| Allongement (%)                                            | /             | 7 (4)         |

- (1) Moyenne des modules de traction et de compression
- (2) Tôle laminée état T6, épaisseur entre 0,35 et 12 mm
- (3) Tôle laminée état T6, épaisseur entre 3,2 et 6 mm
- (4) Tôle laminée état T7351, épaisseur entre 6 et 25 mm

## Normes
Normes européennes (CEN).
- EN 485-1 : Aluminium et alliages d'aluminium - Tôles, bandes et tôles épaisses - partie 1 Conditions techniques de contrôle et de livraison.
- EN 485-2 : Aluminium et alliages d'aluminium - Tôles, bandes et tôles épaisses - partie 2 Caractéristiques mécaniques.
- EN 515 : Aluminium et alliage d'aluminium - produits corroyés - Désignation des états métallurgiques.
- EN 573-1 : Aluminium et alliages d'aluminium - Composition chimique et forme des produits corroyés - Partie 1 : système de désignation numérique.
- EN 573-2 : Aluminium et alliages d'aluminium - Composition chimique et forme des produits corroyés - Partie 2 : Système de désignation fondé sur les symboles chimiques.
- EN 573-3 : Aluminium et alliages d'aluminium - Composition chimique et forme des produits corroyés - Partie 3 : Composition chimique.
- EN 573-4 : Aluminium et alliages d'aluminium - Composition chimique et forme des produits corroyés - Partie 1 : Forme des produits.
- EN 755-1 : Aluminium et alliages d'aluminium - Barres, tubes et profilés filés : Partie 1 - Conditions techniques de contrôle et de livraison.
- EN 755-2 : Aluminium et alliages d'aluminium - Barres, tubes et profilés filés : Partie 2 - Caractéristiques mécaniques.
- EN 12258-1 : Aluminium et alliages d'aluminium - termes et définitions.